# Erfurter Kunstverein
Der Erfurter Kunstverein wurde 1886 als Verein für Kunst und Kunstgewerbe in Erfurt gegründet. In den Jahren des Weimarer und später des Dessauer Bauhauses wurden in zahlreichen Ausstellungen Werke von Lyonel Feininger, Paul Klee, Wassily Kandinsky sowie von Künstlern der Dresdner Künstlergruppe Die Brücke wie Erich Heckel und Otto Mueller gezeigt. Deren Werke fanden Eingang in die mit dem Städtischen Museum verknüpften Sammlungen des Vereins. Der Erfurter Kunstverein wurde dadurch in den 20er- und frühen 30er-Jahren zu einem der wichtigen Schauplätze der Klassischen Moderne und moderner Museumsarbeit in Deutschland.
1937 wurden die Erfurter Sammlungen moderner Kunst als „entartet“ beschlagnahmt. Nach 1945 wurde die Vereinstätigkeit komplett eingestellt. Erst im Jahr 1990 wurde der „Erfurter Kunstverein e. V.“ unter Bezugnahme auf die historischen Wurzeln wieder neu gegründet. Er hat heute seinen Sitz in der Kunsthalle Erfurt.

## Geschichte
In Erfurt hatte sich bereits 1851 ein „Thüringer Kunstverein“ gegründet, aber es kam erst in der Folge der Eröffnung des Städtischen Museums am 27. Juni 1886 zu einer nachhaltigen und langjährigen Vereinsarbeit. Beide Vereine sind eng mit dem Namen des Malers Eduard von Hagen (1834–1909) verbunden. Er vermittelte der Stadt Erfurt den künstlerischen Nachlass von Friedrich von Nerly und legte damit den Grundstein für die Gemäldegalerie des Städtischen Museums in Erfurt und war treibende Kraft bei der Gründung des Kunstvereins am 1. Dezember 1886.
Sitz des Kunstvereins war das aus dem frühen 18. Jahrhundert stammende, barocke Gebäude des ehemaligen kurmainzischen „Pack- und Waagehofes“ am Anger 18, in dessen erster Etage im Juni 1886 auch die städtische Bildersammlung eingerichtet worden war. Am 15. Juni 1887 eröffnete der Kunstverein mit Werken von 42 Künstlern seine erste ganzjährige Dauerausstellung. Vertreten waren neben Künstlern der Weimarer Malschule wie Karl Buchholz, Theodor Hagen auch Künstler wie Ferdinand Konrad Bellermann, Louis Douzette, Martin Schauß und Leopold von Kalckreuth. Bis 1914 folgten in kontinuierlicher Folge weitere „Permanente“ genannte ganzjährige Dauerausstellungen. Neben den Dauerausstellungen zeigte der Kunstverein auch Sonderausstellungen mit teilweise sehr hoher Exponatenzahl: die als Wanderausstellung konzipierte „1. Kunstgemälde-Ausstellung“ des Verbandes der „westlich der Elbe verbundenen Vereine“, die im Herbst 1888 in Erfurt gezeigt wurde, umfasste rund 700 Werke. Bereits im Jahr 1908 fand in Erfurt eine Ausstellung der Dresdner Künstlergruppe Die Brücke statt.
Im Jahr 1920 wurde Walter Kaesbach Direktor des Städtischen Museums in Erfurt. Er war ein bedeutender Förderer der Kunst des Expressionismus und war mit Walter Gropius, dem Direktor des Bauhauses, und mit Edwin Redslob bekannt. Kaesbach machte sich um die überregionale Wahrnehmung des Museums verdient. In seiner Zeit als Sekretär des Kunstvereins erhöhte sich die Zahl der Mitglieder auf über 1.000. Im Sommer 1920 konnte der Kunstverein mit dem „Kunstverein-Heim“ ein eigenes Domizil einrichten. Dazu wurde das bisher als Lager genutzte Hofgebäude am Anger 18 in ein beheizbares Vereinsheim ausgebaut. Die Stadt Erfurt bewilligte am 7. Mai 1920 15.500 Mark für notwendige Umbauten. Dem Städtischen Museum standen dadurch zusätzlich die bisher durch den Kunstverein genutzten Räume des Vorderhauses zur Verfügung. Mit dem Abriss von Zwischenwänden hatte man einen Rundgang zwischen den Museums- und den Vereinsräumen geschaffen. Am 25. Juli 1920 wurde der Bau mit der Ausstellung „Alte und moderne Graphik“ eröffnet.
Unter der Leitung von Walter Kaesbach wurde vermehrt zeitgenössische Kunst gezeigt u. a. aus dem Umfeld des staatlichen Bauhauses in Weimar und der Dresdner Künstlergruppe Die Brücke. Durch die Vermittlung von Kaesbach konnte das Wandgemälde „Lebensstufen“ von Erich Heckel im Angermuseum entstehen.
Nach dem Weggang von Kaesbach im Jahr 1924 übernahm Herbert Kunze 1925 die Leitung des Museums und des Kunstvereins. Auch Herbert Kunze war der Moderne gegenüber sehr aufgeschlossen und setzte die Ausstellungstätigkeit von zeitgenössischer Avantgardekunst fort. Gezeigt wurden Ausstellungen mit Werken u. a. von Max Beckmann, Ernst Barlach, Otto Dix, George Grosz, Lyonel Feininger, Wassily Kandinsky, Paul Klee, Oskar Kokoschka, Emil Nolde, Christian Rohlfs, Franz Radziwill und Franz Lenk. Vom 31. Januar bis Februar 1926 wurde die von Gustav Friedrich Hartlaub konzipierte und im Jahr 1925 zuvor in Mannheim, Dresden und Chemnitz gezeigte Wanderausstellung  Neue Sachlichkeit. Deutsche Malerei seit dem Expressionismus präsentiert.
Erstaunlicherweise konnte Herbert Kunze noch im September/Oktober 1936 eine Ausstellung u. a. mit Werken von Erich Heckel, Karl Schmidt-Rottluff, Emil Nolde und Christian Rohlfs aus Erfurter Privatbesitz zeigen. Danach versiegt die Präsenz der Avantgarde. Am 3. September 1937 wurden im Rahmen der Aktion „Entartete Kunst“ 765 Werke der modernen Sammlung des Kunstmuseums beschlagnahmt. Herbert Kunze verlor sein Amt als Museumsdirektor. Die Arbeit des Kunstvereins wurde nachhaltig beeinträchtigt. Nach der Entlassung von Herbert Kunze übernahm Magdalene Rudolph die Leitung des Museums und des Kunstvereins und ermöglichte die kontinuierliche Weiterarbeit des Vereins, soweit es das schwierige, durch den Zweiten Weltkrieg bestimmte Umfeld ermöglichte.
Im Februar 1944 wurde das Kunstvereins-Heim durch einen Luftangriff zerstört. Nach 1944 ist keine Vereinsarbeit mehr nachweisbar. Die offizielle Auflösung des Vereins erfolgte 1949 und ist in den Unterlagen des Amtsgerichts Erfurt dokumentiert.

## Ausstellungstätigkeit (Auswahl)
Zwischen 1900 und 1937 waren in Ausstellungen der Moderne u. a. vertreten:
Erich Heckel in 15 Ausstellungen, Christian Rohlfs und Karl Schmidt-Rottluff in 13, Ernst Ludwig Kirchner in 11, Emil Nolde in neun, Otto Mueller und Lyonel Feininger in acht, Wilhelm Lehmbruck, Max Pechstein und Hans Walther in sechs, Oskar Kokoschka und Franz Marc in vier, Heinrich Nauen, Gerhard Marcks. August Macke und Wassily Kandinsky in drei, Charles Crodel, Maria Caspar-Filser, Max Kaus und Johannes Driesch in zwei und in je einer Ausstellung Richard Seewald, Gustav Wolff, Fernand Léger, Hans Arp, Ewald Mataré, Alfred Kubin, Ernst Barlach und Alexej von Jawlensky.
Personalausstellungen erhielten u. a.:
Erich Heckel 1907, 1921, 1927, 1928, 1931, 1934; Christian Rohlfs 1914, 1920, 1925, 1926, 1929/30, 1935; Lyonel Feininger 1921, 1927, 1929; Karl Schmidt-Rottluff 1922, 1926, 1931; Charles Crodel 1924, 1926, 1931; Wassily Kandinsky 1925, 1928, 1930; Ernst Ludwig Kirchner 1922, 1927; Franz Lenk 1937, 1941; Otto Mueller 1923, 1930; August Macke 1921, 1928; Emil Nolde 1921, 1926; Gerhard Marcks 1927, 1930; Paul Klee 1925, 1929; Gustav H. Wolff 1929; Johannes Driesch 1930; Wilhelm Lehmbruck 1931; Heinrich Nauen 1921; Franz Radziwill 1928; Otto Dix 1929; Pol Cassel 1928; Karl Hofer 1926; Käthe Kollwitz 1928; Oskar Kokoschka 1925; Alexej von Jawlensky 1927.